# Depósito de libros escolares de Texas
El Texas School Book Depository (ahora el Edificio Administrativo del Condado de Dallas) es el nombre antiguo de un edificio de siete pisos frente a la Plaza Dealey de Dallas, Texas (Estados Unidos). Situado en la esquina noroeste de las calles Houston y Elm, su dirección es 411 Elm Street, en el extremo occidental del centro de Dallas. El edificio es notable por su conexión con el asesinato de John F. Kennedy. Según investigaciones del Gobierno de Estados Unidos, un empleado del edificio, Lee Harvey Oswald, supuestamente disparó fatalmente desde una ventana del ala sureste desde el sexto piso. El caso, sin embargo, nunca fue juzgado en la jurisdicción en que ocurrió, debido en parte a la muerte del acusado. La estructura ahora forma parte del grupo de lugares y edificios históricos de Texas. En el sexto piso existe un museo sobre los hechos.

## Historia Temprana
El sitio del edificio fue originalmente propiedad de John Neely Bryan. Durante la década de 1880, Maxime Guillot instaló una tienda de vagones en la propiedad. En 1894, la Rock Island Plow Company compró la tierra y cuatro años más tarde construyó un edificio de cinco pisos, para el Southern Rock Island Plow Company. En 1901 el edificio fue golpeado por un rayo y quemado. Fue reconstruido en 1903 en el estilo neorrománico y ampliado a siete pisos. La tierra fue comprada en 1937 por D. Harold Byrd. Siendo propietario, el edificio permaneció vacío hasta 1940, cuando fue arrendado al mayorista de abarrotes John Sexton & Co. Sextos Foods lo utilizó por su localización como una rama de oficinas para ventas, manufacturas y distribución para el sur y el sureste de los Estados Unidos. En noviembre de 1961, Sextoon Foods se cambió a otro local con mayor facilidad en su distribución en la dirección 650 Regal Row Dallas. Por lo tanto, el edificio fue conocido localmente como el edificio Sexton. El edificio fue renovado con la colocación de partes alfombradas, aire acondicionado y un nuevo elevador para pasajeros fue agregado a los primeros cuatro pisos,
quien en 1963 lo había alquilado para el Texas School Book Depository.

## Asesinato de Kennedy
En 1963, el edificio era usado como un almacén de depósito para el almacenamiento de los libros de texto y materiales relacionados y un centro de cumplimiento de pedidos por una empresa privada del mismo nombre la cual se había cambiado del primer piso al adyacente edificio Da-Tex. La compañía encontró que en los pisos superiores habían sustancias derivadas del petróleo y que podrían dañar los artículos almacenados por el inquilino anterior, así que ellos empezaron a cubrir los pisos con madera entrechapada para proteger sus libros (almacenados en cajas de cartón), y protegidos del petróleo. El trabajo había comenzado en el lado oeste del sexto piso solo antes antes de la caravana del presidente Kennedy, "dejando toda la escena desordenada, con el stock desplazado hasta el muro este y pilas en el medio apiladas inusualmente altas". Lee Harvey Oswald trabajaba como empleado temporal en el edificio y disparó tres tiros desde una ventana del sexto piso a la caravana presidencial el 22 de noviembre de 1963. En ese momento, el edificio tenía tres ascensores.
El 22 de noviembre de 1963, Lee Harvey Oswald, un ex Marine de 24 años de edad que trabajaba como empleado temporal en año sabático en el edificio, presuntamente disparó tres tiros de fusil desde el sexto piso del depósito contra la comitiva del Presidente de los Estados Unidos John F. Kennedy. El Presidente herido de gravedad, fue llevado de urgencia al cercano Parkland Memorial Hospital, donde fue declarado muerto. La conclusión de la aplicación de la ley, incluyendo la policía de Dallas y el FBI así como posteriores investigaciones oficiales en dos ocasiones en el lapso de 30 años, incluyendo la Comisión Warren nombrado por el presidente Lyndon B. Johnson, fue que Oswald fue el asesino. Otras investigaciones concluyeron que hubo una conspiración pero jamás se ahondó en esa línea investigativa. Actualmente más del 70% de la opinión pública, considera que hubo una conspiración para asesinar al Presidente Kennedy.

### Segundo edificio
Texas School Book Depository Company mantuvo un segundo almacén en 1917 Houston, varias cuadras al norte del edificio principal. La pequeña estructura de cuatro pisos estaba bien alejada de la ruta del desfile, medio escondida en una sección sin pavimentar de Houston. El supervisor de Oswald, Roy Truly, le dijo a la Comisión Warren que tenía la opción de asignar a Oswald a cualquiera de los dos edificios en su primer día de trabajo. "Oswald y otro compañero se presentaron a trabajar el mismo día [15 de octubre] y necesitaba uno de ellos para el edificio del depósito. Escogí a Oswald". Este segundo edificio finalmente fue destruido para dar paso a la autopista Woodall Rodgers.

### Años posteriores
El alcalde de Dallas, Wes Wise, salvó el depósito de libros escolares de Texas de una destrucción inminente y lo conservó para futuras investigaciones sobre el asesinato del presidente.
La Texas School Book Depository Company se mudó en 1970 y el propietario DH Byrd vendió el edificio en una subasta a Aubrey Mayhew, un productor musical de Nashville, Tennessee y coleccionista de recuerdos de Kennedy. En 1972, la propiedad volvió a Byrd y el edificio fue comprado en 1977 por el gobierno del condado de Dallas. Después de renovar los cinco pisos inferiores del edificio para su uso como oficinas del gobierno del condado, el edificio de administración del condado de Dallas se inauguró el 29 de marzo de 1981.
El Día del Presidente de 1989, el sexto piso se abrió al público (con cobro de entrada) como el Museo del Sexto Piso de exhibiciones relacionadas con asesinatos. El Día del Presidente de 2002, se inauguró la galería del séptimo piso. La galería se inauguró el 18 de febrero de 2002 con la exhibición: "Las fotografías del premio Pulitzer: captura el momento". Una renovación de $2.5 millones convirtió el área de almacenamiento en el séptimo piso en un nuevo espacio de galería para el museo. Otras exhibiciones que se han colgado en el espacio incluyen obras de Andy Warhol.
El 4 de mayo de 2010, los ladrones intentaron robar una caja fuerte del Museo del Sexto Piso, pero huyeron cuando "fueron confrontados por un guardia de seguridad", dejando la caja fuerte sin abrir suspendida de un cabrestante en la parte trasera de un camión.